# Cantonul Vallon-Pont-d'Arc
Cantonul Vallon-Pont-d'Arc este un canton din arondismentul Largentière, departamentul Ardèche, regiunea Rhône-Alpes, Franța.

## Comune
- Balazuc
- Bessas
- Labastide-de-Virac
- Lagorce
- Orgnac-l'Aven
- Pradons
- Ruoms
- Salavas
- Sampzon
- Vagnas
- Vallon-Pont-d'Arc (reședință)